# Јоже Мених
Јоже Мених — Рајко (Храстник, 23. април 1922 — Осанкарица, код Словенске Бистрице, 8. јануар 1943) био је учесник окупације Србије.

## Биографија
Рођен је 23. априла 1922. у Храстнику. Потицао је из рударске породице, а његов отац Јоже био је социјалиста, што је битно утицало на његово касније опредељење. Основну школу је завршио у родном месту, а гимназију је похађао у Цељу, Марибору и Љубљани, где је матурирао 1941. године.
У току школовања у Цељу прикључио се омладинском револуционарно покрету и постао члан тада илегалног Савеза комунистичке омладине Југославије (СКОЈ), а у Марибору се укључио у политичке акције, нарочито у акцију одбрану земље. У Љубљани је сарађивао у легалном скојевском часопису Словенска младина, а након његове забране био је уредник листа Средњошколац. Упоредо са политичким деловањем међу средњошколцима, деловао је и у родном крају, међу рударском радничком омладином, као и члан радничког друштва Узајамност.
Након напада Сила Осовине на Краљевину Југославије, априла 1941. као добровољац се пријавио за одбрану земље. После капитулације Југословенске војске, вратио се у Храстник, где је као члан Комунистичке партије Југославије (КПЈ) радио на припремама устанка. Са групом омладинаца радио је на сакупљању оружја, а почетком августа 1941. је отишао у партизанску ревирску чету. Приликом спашавања двојице рањеника, у једној акцији, био је заробљен од жандарма, али је успео да побегне.
Након хапшења, вратио се у Цеље, где је деловао као илегалац. Убрзо потом је био ухапшен и заједно са другим Словенцима био интерниран у Србију. Уз помоћ фалсификованих докумената успело му је децембра 1941. да из Ужичке Пожеге дође у Љубљану, где је наставио са партијским радом. Половином фебруара 1942. поново је отишао у партизане у Подлипоглав, где је ступио у Други штајерски партизански батаљон. Најпре се налазио у Штабу батаљона, као референт за културу, а потом је био политички комесар чете.
Приликом формирања Друге групе партизанских одреда, маја 1942. постао је политички комесар Првог батаљона у Савињском партизанском одреду и на тој функцији је остао до смрти. Приликом похода Друге групе одреда из Долењске преко Горењске у Штајерску, у лето 1942, његов батаљон је водио тешке борбе против Немаца. Почетком августа 1942. Немци су на Јеловици потпуно опколили његов батаљон, који се јуришем пробио из обруча. Потом се кроз непријатељске заседе преко Караванки пробио у Корушку, а одатле у Штајерску.
Код Апаче је 25. августа 1942. учествовао у борби са Немцима, која је била прва борба словеначких партизана с Немцима на аустријској територији и снажно је одјекнула по целој Корушкој. Након доласка у Штајерску, Јанков батаљон је постао Први батаљон Похорског партизанског одреда. Као политички радник обилазио је похорска села и јачао утицај Народноослободилачког покрета (НОП).
Када се Похорски батаљон половином децембра 1942. утврдио на зимовању у логору на Осанкарици, на Похорју, Рајко се бринуо за организацију логора. Немци су открили партизански логор, окружили га и напали у зору 8. јануара 1943. године. У двоипочасовној борби, погинуло је свих 69 бораца Похорског батаљона, који су се тада налазили у логору. Поред Рајка, тада су погинули и Павла Меде Катарина, Франц Вреск, Душан Мрављак и Алфонз Шарх.
Указом председника ФНР Југославије Јосипа Броза Тита 27. новембра 1953. проглашен је за народног хероја.